# Diadegma retusa
Diadegma retusa är en stekelart som beskrevs av Kusigemati 1987. Diadegma retusa ingår i släktet Diadegma och familjen brokparasitsteklar. Inga underarter finns listade i Catalogue of Life.